# Arrondissement Tours
Arrondissement Tours (fr. Arrondissement de Tours) je správní územní jednotka ležící v departementu Indre-et-Loire a regionu Centre-Val de Loire ve Francii. Člení se dále na 24 kantony a 123 obce.

## Kantony
| - Amboise - Ballan-Miré - Bléré - Chambray-lès-Tours - Château-la-Vallière - Château-Renault - Joué-lès-Tours-Nord - Joué-lès-Tours-Sud - Luynes - Montbazon - Montlouis-sur-Loire - Neuillé-Pont-Pierre | - Neuvy-le-Roi - Saint-Avertin - Saint-Cyr-sur-Loire - Saint-Pierre-des-Corps - Tours-Centre - Tours-Est - Tours-Nord-Est - Tours-Nord-Ouest - Tours-Ouest - Tours-Sud - Tours-Val-du-Cher - Vouvray |